# Adesmia filifolia
Adesmia filifolia es una especie de planta floral del género Adesmia, tribu Dalbergieae, subfamilia, Faboideae.

## Distribución
Especie nativa de Chile. Crece en el bosque subtropical.

## Taxonomía
Fue descrita por Clos y publicada en C.Gay, Fl. Chil. 2: 157 (1847).
Etimología
Adesmia: del griego a- (sin) y desme (envoltorio), en referencia a los estambres libres.
Sinónimos homotípicos
- Patagonium filifolium (Clos) Kuntze in Revis. Gen. Pl. 1: 200 (1891).[1]